# Nova Unitat
La Nova Unitat (en letó: Jaunā Vienotība, JV) és una aliança política de centredreta a Letònia, formada per Unitat i d'altres formacions regionals minoritàries.

## Història
La coalició es va formar l'abril de 2018 per disputar les eleccions legislatives del mateix any, obtenint només vuit diputats i esdevenint el darrer partit en representació al Saeima. Malgrat aquests resultats, que representaven, comparats amb els d'Unitat en solitari al 2014, una pèrdua de 15 diputats, van resultar una peça clau per formar el nou govern, que lideraria com a Primer Ministre l'ex-eurodiputat i membre del partit Krišjānis Kariņš. A més, tindrien les importants carteres d'Afers Exteriors i Finances.
A les eleccions europees de l'any següent, la coalició, reforçada per la seva posició privilegiada al Govern, guanyaria de manera contundent amb dos eurodiputats. Per a les eleccions legislatives de 2022, l'aliança tornaria a la primera posició escalant fins als 26 diputats, mantenint el gabinet de Kariņš fins a la seva renúncia al 2023, en la qual assenyalava als socis de govern. El partit nomenaria com a nova candidata a la seva Ministra de Benestar Social Evika Siliņa, sent confirmada en el càrrec ella i el seu gabinet el 15 de setembre de 2023.

## Resultats electorals

### Eleccions legislatives
| Any  | Líder            | Resultats | Resultats | Resultats | Resultats | Pos. | Govern             |
| Any  | Líder            | Vots      | %         | Escons    | +/–       | Pos. | Govern             |
| ---- | ---------------- | --------- | --------- | --------- | --------- | ---- | ------------------ |
| 2018 | Krišjānis Kariņš | 56,542    | 6.74      | 8 / 100   | Nou       | 7è   | Coalició           |
| 2022 | Krišjānis Kariņš | 173,425   | 19.19     | 26 / 100  | 18        | 1r   | Coalició (2022-23) |
| 2022 | Krišjānis Kariņš | 173,425   | 19.19     | 26 / 100  | 18        | 1r   | Coalició (2023-)   |

### Eleccions europees
| Any  | Líder              | Resultats | Resultats | Resultats | Resultats | Pos. | Grup |
| Any  | Líder              | Vots      | %         | Escons    | +/–       | Pos. | Grup |
| ---- | ------------------ | --------- | --------- | --------- | --------- | ---- | ---- |
| 2019 | Valdis Dombrovskis | 124,193   | 26.40     | 2 / 8     | Nou       | 1r   | EPP  |
| 2024 | Valdis Dombrovskis | 130,557   | 25.37     | 2 / 9     | =         | 1r   | EPP  |